# Dorothy Stang
Dorothy Mae Stang, conhecida como Irmã Dorothy (Dayton, 7 de junho de 1931 – Anapu, 12 de fevereiro de 2005), foi uma religiosa estadunidense naturalizada brasileira, membro da Congregação das Irmãs de Notre Dame de Namur. Ela foi assassinada em Anapu, no estado do Pará, Brasil, na Bacia Amazônica do Brasil. Stang foi sincera em seus esforços em favor dos pobres e do meio ambiente e já havia recebido ameaças de morte de madeireiros e proprietários de terras.

## Biografia
Nascida em 7 de junho de 1931 em Dayton, Ohio, mas naturalizada brasileira, entrou na comunidade das Irmãs de Notre Dame de Namur em 1948 e professou os votos perpétuos em 1956. De 1951 a 1966, ela deu aulas de ensino fundamental na St. Victor School em Calumet City, Illinois, na St. Alexander School em Villa Park, Illinois e na Most Holy Trinity School em Phoenix, Arizona.
Iniciou seu ministério no Brasil em 1966, em Coroatá, Maranhão . Stang dedicou sua vida a defender a floresta tropical brasileira do esgotamento da agricultura. Ela trabalhou como defensora dos pobres rurais a partir do início dos anos 1970, ajudando os camponeses a ganhar a vida cultivando pequenos lotes e extraindo produtos florestais sem desmatamento. Ela também procurou proteger os camponeses de gangues criminosas que trabalhavam em nome de fazendeiros que estavam atrás de seus lotes. Dot, como era chamada por sua família, amigos e a maioria dos moradores do Brasil, é frequentemente retratada vestindo uma camiseta com o slogan "A Morte da floresta é o fim da nossa vida".

Não quero fugir, nem quero abandonar a batalha desses fazendeiros que vivem sem proteção na floresta. Eles têm o direito sacrossanto de aspirar a uma vida melhor na terra onde possam viver e trabalhar com dignidade, respeitando o meio ambiente.
Atuou ativamente nos movimentos sociais no Pará. A sua participação em projetos de desenvolvimento sustentável ultrapassou as fronteiras da pequena Vila de Sucupira, no município de Anapu, no Estado do Pará, a 500 quilômetros de Belém do Pará, ganhando reconhecimento nacional e internacional.
A religiosa participava da Comissão Pastoral da Terra (CPT) da Conferência Nacional dos Bispos do Brasil (CNBB) desde a sua fundação e acompanhou com determinação e solidariedade a vida e a luta dos trabalhadores do campo, sobretudo na região da Transamazônica, no Pará. Defensora de uma reforma agrária justa e consequente, Irmã Dorothy mantinha intensa agenda de diálogo com lideranças camponesas, políticas e religiosas, na busca de soluções duradouras para os conflitos relacionados à posse e à exploração da terra na Região Amazônica.
Dentre suas inúmeras iniciativas em favor dos mais empobrecidos, Irmã Dorothy ajudou a fundar a primeira escola de formação de professores na rodovia Transamazônica, que corta ao meio a pequena Anapu. Ainda em 2004 recebeu premiação da Ordem dos Advogados do Brasil (secção Pará) pela sua luta em defesa dos direitos humanos. Em 2005, foi homenageada pelo documentário livro-DVD Amazônia Revelada.

## Assassinato

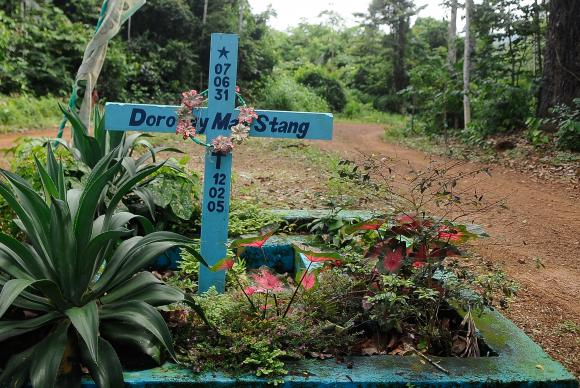
Túmulo de Dorothy Stang

A Irmã Dorothy Stang foi assassinada, com seis tiros, um na cabeça e cinco ao redor do corpo, aos 73 anos de idade, no dia 12 de fevereiro de 2005, às sete horas e trinta minutos da manhã, em uma estrada de terra de difícil acesso, a 53 quilômetros da sede do município de Anapu, no Estado do Pará, Brasil.
Segundo uma testemunha, antes de receber os disparos que lhe ceifaram a vida, ao ser indagada se estava armada, Ir. Dorothy afirmou «eis a minha arma!» e mostrou a Bíblia. Leu ainda alguns versículos das bem aventuranças para aquele que logo em seguida lhe balearia.
No cenário dos conflitos agrários no Brasil, seu nome associa-se aos de tantos outros homens, mulheres e crianças que morreram e ainda morrem sem ter seus direitos respeitados. Sua morte foi antecedida por duas outras na região com as mesmas características (religiosos com trabalho entre a população menos favorecida), sendo a de Padre Josimo e a de Irmã Adelaide.
O corpo da missionária está enterrado em Anapu, Pará, Brasil, onde recebeu e recebe as homenagens de tantos que nela reconhecem as virtudes heroicas da matrona cristã.

### Investigações e condenações

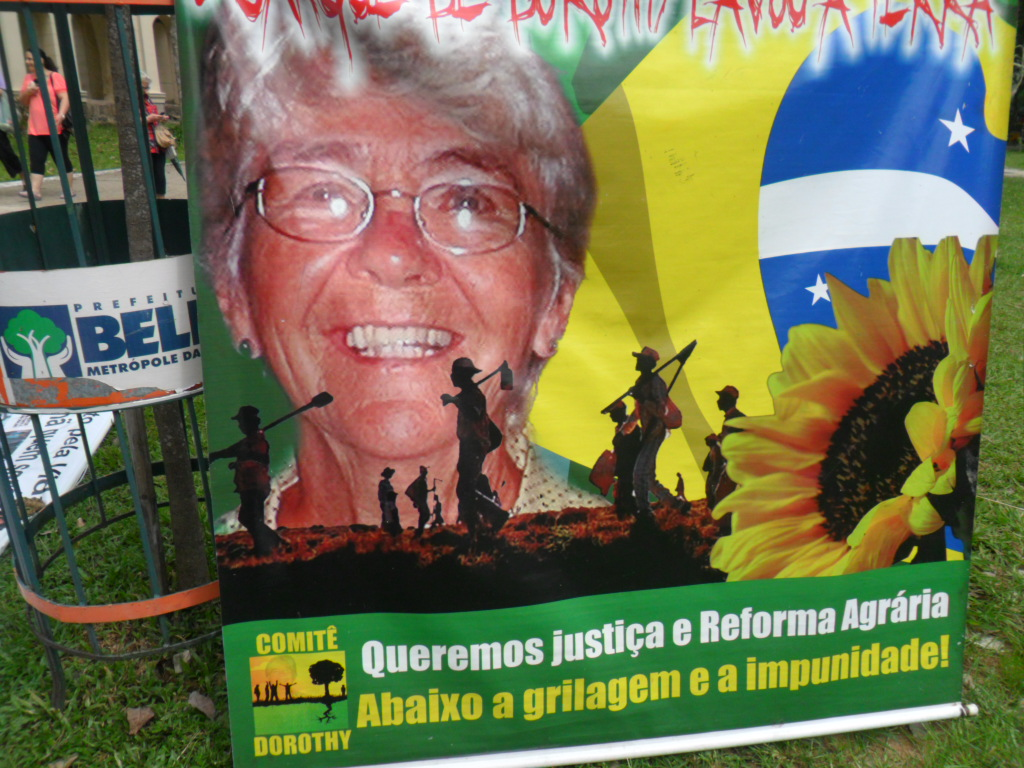
Protesto pela reforma agrária em Belém do Pará com a imagem de Dorothy Stang

O fazendeiro Vitalmiro Moura, o Bida, acusado de ser o mandante do crime, havia sido condenado em um primeiro julgamento a 30 anos de prisão. Num segundo julgamento, contudo, foi absolvido. Após um terceiro julgamento, foi novamente condenado pelo júri popular a 30 anos de prisão.
No dia 16 de abril de 2019, a Polícia Civil do Estado do Pará prendeu, em Altamira, o fazendeiro Regivaldo Pereira Galvão, que teve a prisão decretada pela Justiça após condenação como mandante do assassinato da missionária norte-americana Dorothy Stang. Galvão foi condenado a 30 anos de reclusão no dia 30 de abril de 2010, como mandante do assassinato de Dorothy Stang. A condenação foi mantida em segunda instância, e a pena chegou a ser reduzida para 25 anos pelo Superior Tribunal de Justiça (STJ), que autorizou a prisão em 2017.

## Impacto cultural

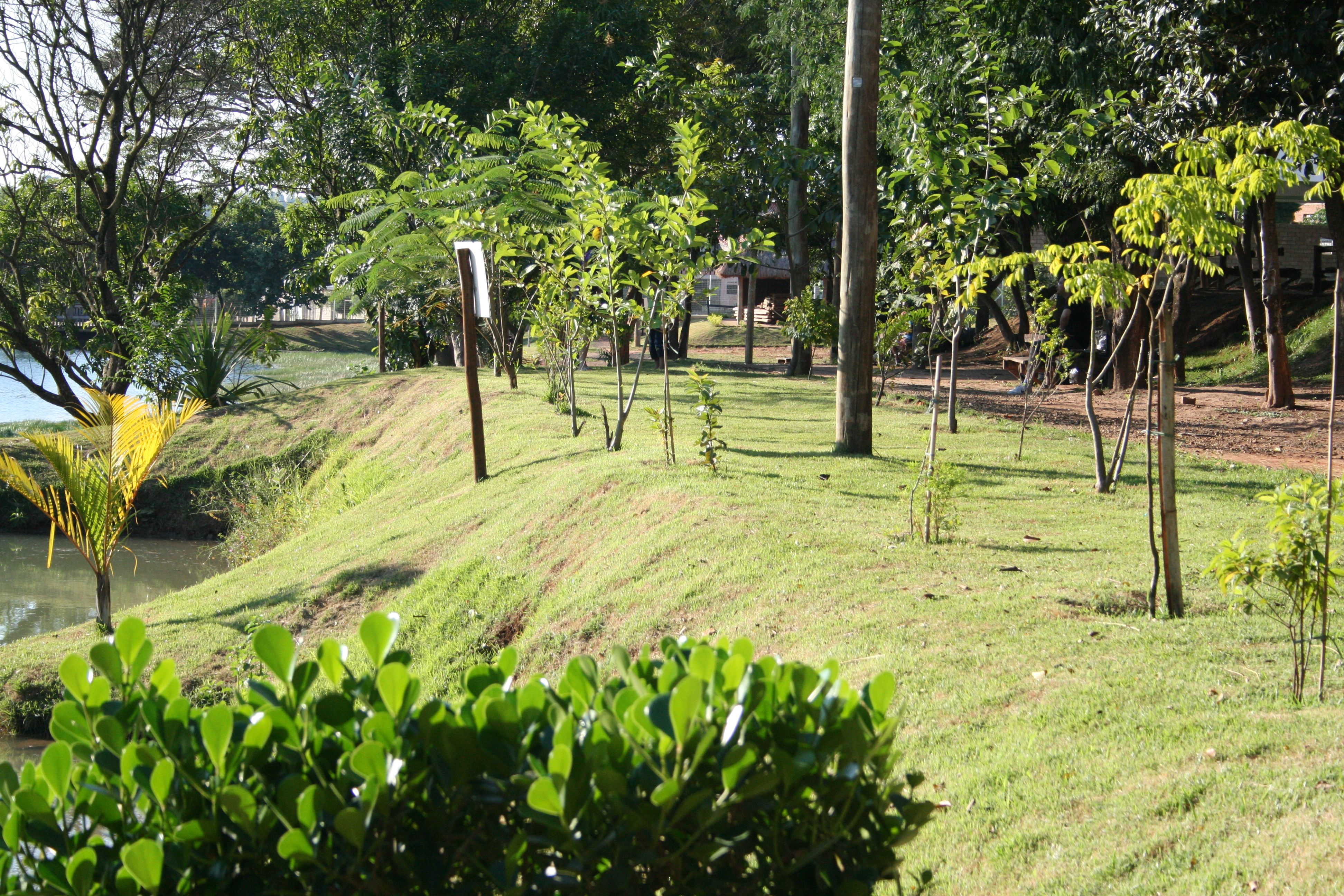
Parque Socioambiental Irma Dorothy Stang em Hortolândia, São Paulo

A Irmã Dorothy faz parte do calendário de santos da Igreja Episcopal Anglicana do Brasil como "Mártir da Caridade na Amazônia". Sua memória é lembrada com uma festa litúrgica em 12 de fevereiro.
No município de Hortolândia, no estado de São Paulo, no Brasil, foi inaugurado em 2005 o Parque Socioambiental Irma Dorothy Stang como uma homenagem à missionária.
Em 2008, o cineasta estadunidense Daniel Junge lançou um documentário intitulado They Killed Sister Dorothy. O filme é narrado por Martin Sheen na versão em inglês e por Wagner Moura na versão em português. O filme recebeu o Prêmio do Público e o Prêmio da Competição no South by Southwest Festival de 2008, onde teve sua estreia mundial.
Em 2009, Evan Mack compôs uma ópera baseada na vida de Dorothy Stang intitulada "Anjo da Amazônia", que retrata o trabalho de sua vida, sua dedicação à missão com os camponeses brasileiros e os eventos que a levaram a um caminho de martírio.
Uma breve visão geral das circunstâncias e do assassinato da irmã Dorothy Stang também é discutida no filme Cowspiracy (2014).
O artista Cláudio Pastro incluiu Irmã Dorothy no painel de azulejos As Mulheres Santas, na decoração da Basílica de Nossa Senhora Aparecida, em São Paulo, Brasil.
Em 2021, uma espécie de coruja descoberta na floresta amazônica foi nomeada Megascops stangiae em homenagem à irmã Stang.
No dia 10 de janeiro de 2025, uma vigília que recorda o 20.º ano do martírio de Irmã Dorothy Stang foi conduzida pelo bispo Fabio Fabene, secretário do Dicastério para as Causas dos Santos, na Basílica de São Bartolomeu na Ilha, em Roma. Na ocasião, foram apresentados aos fiéis duas relíquias da religiosa: um punhado de terra com sangue, que fora recolhido do local de seu assassinato, e um suéter de uso pessoal. Elas passam a integrar o acervo permanente do "Memorial dos Novos Mártires", anexo a basílica romana.